# Cassipourea fanshawei
Cassipourea fanshawei är en tvåhjärtbladig växtart som beskrevs av A.R. Torre och A.E. Goncalves. Cassipourea fanshawei ingår i släktet Cassipourea, och familjen Rhizophoraceae. Inga underarter finns listade i Catalogue of Life.